# Мекс-деван-Виртон
Мекс-дева́н-Вирто́н (фр. Meix-devant-Virton, валлон. Méch-divant-Vierton, пикард. Minch-duvant-Vèrtan / Maiche-duvant-Vièrtan) — коммуна в Валлонии, расположенная в провинции Люксембург, округ Виртон. Расположена на границе с Францией, на реке Шевратт. Принадлежит Французскому языковому сообществу Бельгии. На площади 54,20 км² проживают 2671 человек (плотность населения — 49 чел./км²), из которых 49,76 % — мужчины и 50,24 % — женщины. Средний годовой доход на душу населения в 2003 году составлял 10 711 евро.
Почтовый код: 6769. Телефонный код: 063.